# Roelands
Roelands är en ort i Australien. Den ligger i kommunen Harvey och delstaten Western Australia, omkring 150 kilometer söder om delstatshuvudstaden Perth. Antalet invånare är 811.
Närmaste större samhälle är Bunbury, omkring 17 kilometer väster om Roelands. 
Trakten runt Roelands består till största delen av jordbruksmark. Runt Roelands är det glesbefolkat, med 13 invånare per kvadratkilometer. Genomsnittlig årsnederbörd är 1 014 millimeter. Den regnigaste månaden är maj, med i genomsnitt 183 mm nederbörd, och den torraste är februari, med 9 mm nederbörd.